# اللجنة المركزية لحركة فتح
اللجنة المركزية لحركة فتح هي أعلى هيئة لصنع القرار في المنظمة الفلسطينية والحزب السياسي حركة فتح.

## التاريخ
شكلت اللجنة المركزية الأولى لحركة فتح في فبراير 1963 وهي تتألف من عشرة أعضاء من بينهم ياسر عرفات وخليل الوزير وصلاح خلف وخالد الحسن. واجه عرفات والوزير الذي ضغطا من أجل زيادة المسؤولية الشخصية في المقام الأول معارضة الحسن الذي عارض العمل العسكري السابق لأوانه ضد إسرائيل الذي دعا إليه العضوان.
أدى إنشاء منظمة التحرير الفلسطينية في عام 1964 إلى تقويض حركة فتح بشدة حيث انضم 80٪ من أعضائها إلى الجناح المسلح لمنظمة التحرير الفلسطينية وهو جيش التحرير الفلسطيني. بهذا أقنع عرفات والوزير اللجنة المركزية بالسماح بالعمليات العسكرية. نتيجة لذلك شكلت العاصفة الجناح المسلح لحركة فتح لكن منافس عرفات أبو يوسف عين زعيمه. في عام 1965 تم اختيار عرفات ليحل محله ولكن في نهاية المطاف بدأت تواجه معارضة من اللجنة المركزية. قاد الحسن اللجنة لخفض الأموال إلى العاصفة في محاولة للحد من عملياتها لكن عرفات قرر الانتقال إلى دمشق عاصمة سوريا حيث تلقى مساعدات مالية من فلسطينيين يعملون في الخارج.
في مؤتمر فتح عام 1989 تم انتخاب 18 عضوًا في حركة فتح حيث كان عرفات أمين عام. عقب توقيع عرفات على اتفاقات أوسلو عام 1993 لم يصبح سوى نصف اللجنة المركزية أعضاء بارزين في السلطة الوطنية الفلسطينية المنشأة حديثا. أما بقية أعضاء اللجنة إما استقالوا أو أصبحوا غير نشطين. على الرغم من تأييده الشديد من اللجنة المركزية فقد قرر عرفات إعادة تشكيله لتعزيز سلطته في الأراضي الفلسطينية. عقد مؤتمرا في غزة في أكتوبر 1995 أضاف فيه إلى اللجنة «المطلعون» زكريا الآغا وفيصل الحسيني. في نوفمبر شكلت اللجنة مجالس لتنظيم حملات انتخابات المجلس التشريعي الفلسطيني وهدّدت بطرد أي عضو من أعضاء حركة فتح التي كانت مستقلة.
كانت الانتخابات للجنة المركزية قد عقدت في 8 يوليو 2009 مع 96 مرشحًا يتنافسون على عضويتها. انتخب محمود عباس رئيسًا وتم إضافة ثلاثة مقاعد إضافية إلى اللجنة.

## أعضاء اللجنة المركزية لحركة فتح
| # | المؤتمر | السنة | المكان   | عدد الأعضاء |
| - | ------- | ----- | -------- | ----------- |
| 1 | الأول   | 1961  | دمشق     | 11          |
| 2 | الثاني  | 1968  | الزبداني | 9           |
| 3 | الثالث  | 1971  | دمشق     | 12          |
| 4 | الرابع  | 1980  | دمشق     | 15          |
| 5 | الخامس  | 1988  | تونس     | 22          |
| 6 | السادس  | 2009  | بيت لحم  | 24          |
| 7 | السابع  | 2016  | رام الله | 19          |

### المؤتمر الأول
عُقد في دمشق أواخر عام 1964، وتكونت اللجنة المركزية من:
| - ياسر عرفات - خليل الوزير - عادل عبد الكريم ياسين - صلاح خلف - فاروق القدومي - محمود عباس | - أبو علي إياد - أبو يوسف النجار - ممدوح صيدم - مختار بعباع - محمود مسودة |

وفي 12 يونيو 1967، انتخبت أسماء إضافية للجنة كان منهم خالد الحسن، وعبد الفتاح حمود.

### المؤتمر الثاني
عُقد في الزبداني في يوليو 1968، وتكونت من 9 أعضاء هم:
| - ياسر عرفات - خليل الوزير - صلاح خلف - فاروق القدومي - محمود عباس | - خالد الحسن - أبو علي إياد - أبو يوسف النجار - ممدوح صيدم |

### المؤتمر الثالث
عُقد في دمشق في سبتمبر 1971، وتكونت اللجنة المركزية من 12 عضوًا هم:
| - ياسر عرفات - خليل الوزير - صلاح خلف - فاروق القدومي - محمود عباس - خالد الحسن | - أبو يوسف النجار - كمال عدوان - نمر صالح - محمد راتب غنيم - هايل عبد الحميد - سليم الزعنون |

### المؤتمر الرابع
عُقد في دمشق في مايو 1980، وتكونت اللجنة من 15 عضوًا هم:
| - ياسر عرفات - خليل الوزير - صلاح خلف - فاروق القدومي - محمود عباس - خالد الحسن - نمر صالح - محمد راتب غنيم | - هايل عبد الحميد - سليم الزعنون - سعد صايل - رفيق النتشة - هاني الحسن - ماجد أبو شرار - سميح أبو كويك |

### المؤتمر الخامس
عُقد في تونس في أغسطس 1988، وتكونت اللجنة المركزية من 22 عضوًا أُضيف لاحقًا لهم اثنان بدلًا من صلاح خلف وهايل عبد الحميد اللذان اغتيلا في عام 1991.
| - ياسر عرفات - صلاح خلف - فاروق القدومي - محمود عباس - خالد الحسن - محمد راتب غنيم - هايل عبد الحميد - سليم الزعنون - سعد صايل - رفيق النتشة - هاني الحسن - يحيى حبش | - محمد جهاد العموري - نصر يوسف - الطيب عبد الرحيم - انتصار الوزير - حكم بلعاوي - عباس زكي - أحمد قريع - صبحي أبو كرش - عبد الله الإفرنجي - نبيل شعث - فيصل الحسيني، أُضيف بعد اغتيال صلاح خلف في 14 يناير 1991 - زكريا الآغا، أُضيف بعد اغتيال هايل عبد الحميد في 14 يناير 1991 |

### المؤتمر السادس
عُقد في بيت لحم في أغسطس 2009، وتكونت اللجنة من 24 عضوًا هم:
| - محمود عباس - محمد راتب غنيم - محمود العالول - مروان البرغوثي - ناصر القدوة - سليم الزعنون - جبريل الرجوب - توفيق الطيراوي - صائب عريقات - عثمان أبو غربية - محمد دحلان، فُصل لاحقًا من الحركة | - محمد المدني - جمال المحيسن - حسين الشيخ - عزام الأحمد - سلطان أبو العينين - الطيب عبد الرحيم - عباس زكي - نبيل شعث - محمد اشتية - نبيل أبو ردينة - زكريا الآغا - صخر بسيسو - آمال حمد |

### المؤتمر السابع
عُقد في رام الله في عام 2016
| - محمود عباس ('بحكم منصبه'، زعيم الحركة) - مروان البرغوثي (معتقل لدى إسرائيل منذ عام 2002) - جبريل الرجوب (أمين السر) - محمد اشتية - حسين الشيخ - محمود العالول (نائب رئيس الحركة) - توفيق الطيراوي - صائب عريقات (توفي عام 2020) - إسماعيل جبر - جمال المحيسن (توفي عام 2022) | - ناصر القدوة، فُصل من حركة فتح في 8 مارس 2021 وطُبق في 11 مارس 2021. - أحمد حلس «أبو ماهر» - محمد المدني - صبري صيدم - سمير الرفاعي - عزام الأحمد - عباس زكي - روحي فتوح - دلال سلامة |